# Glenea menesioides
Glenea menesioides là một loài bọ cánh cứng trong họ Cerambycidae.